# John Bryson

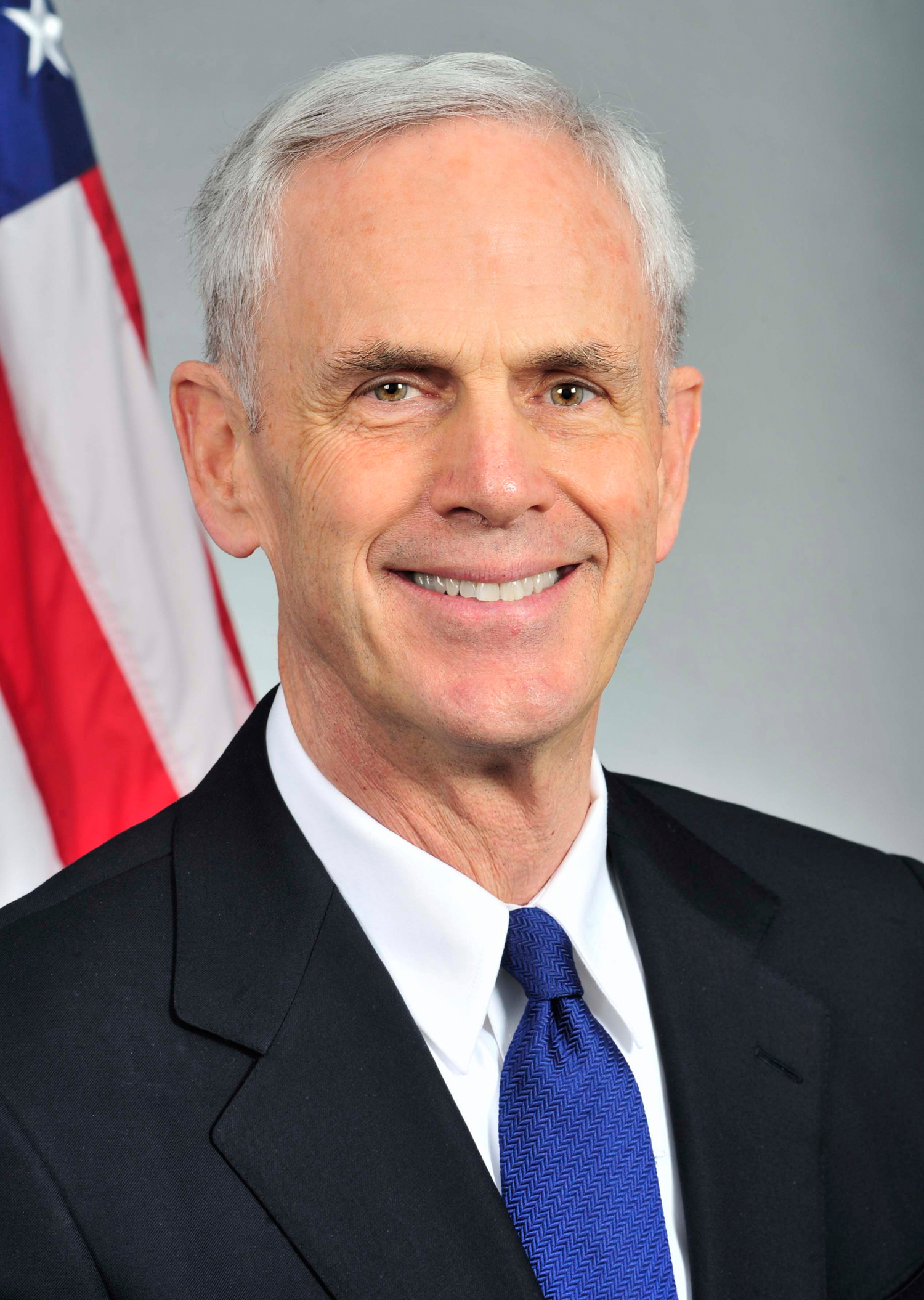
John Bryson.

John Edgar Bryson, född 24 juli 1943 i New York, död 13 maj 2025 i San Marino, Kalifornien,  var en amerikansk affärsman och demokratisk politiker. Han var USA:s handelsminister 2011–2012.
Bryson avlade 1965 sin kandidatexamen vid Stanford University och 1969 juristexamen vid Yale Law School. Han var verkställande direktör för Edison International 1990–2008. President Barack Obama utnämnde år 2011 Bryson till handelsminister. Han avgick året därpå efter att ha skadats i en trafikolycka.